# 4390 Madreteresa
4390 Madreteresa (1976 GO8) là một tiểu hành tinh vành đai chính.